# Storia del Carnevale di Viareggio

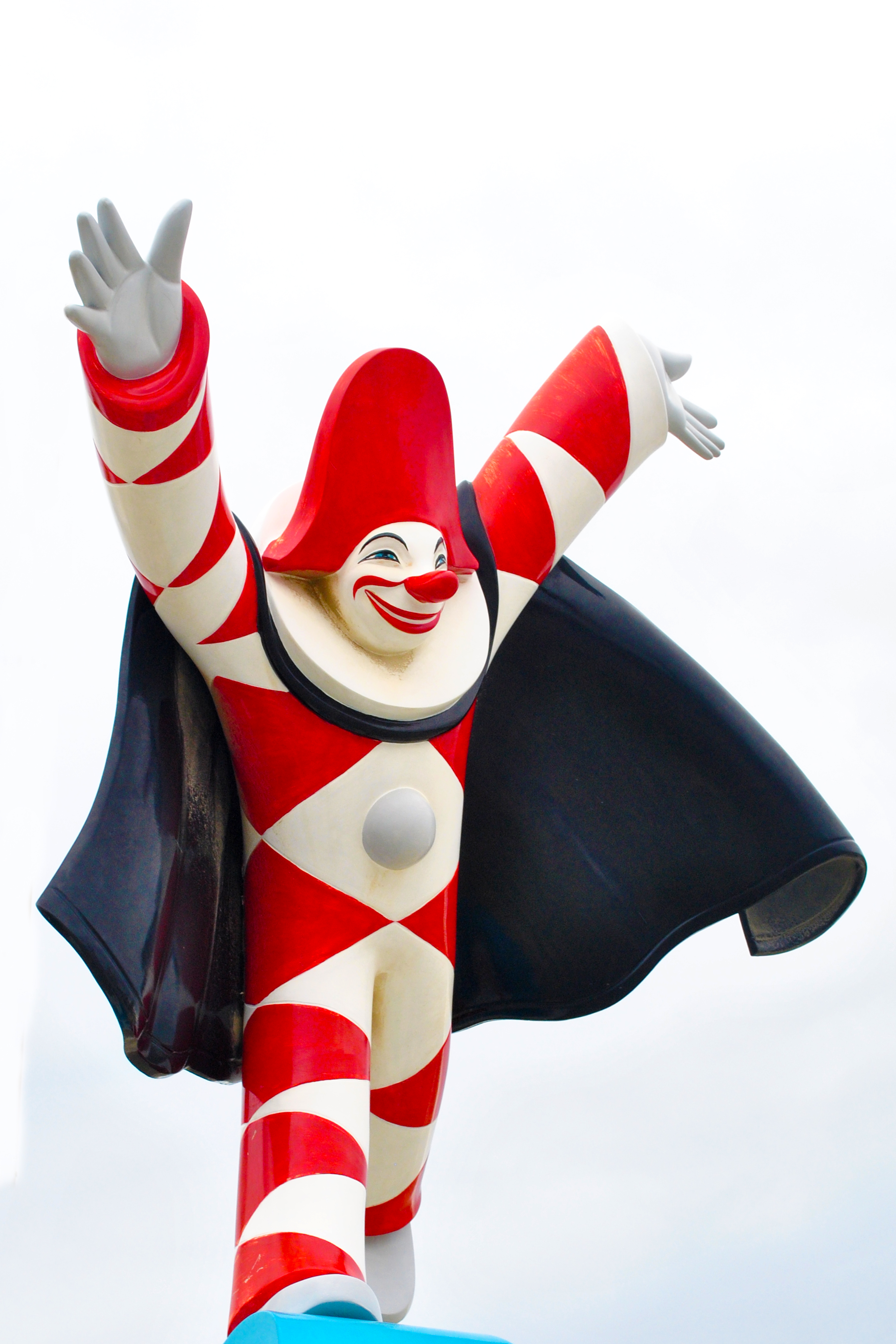
Il Burlamacco è la maschera simbolo del Carnevale di Viareggio dal 1931.

 La storia del Carnevale di Viareggio, una delle principali manifestazioni folcloristiche italiane, inizia nel 1873. Nel corso del Novecento, anche in rapporto all'inserimento di spettacolari carri mascherati, la manifestazione ha assunto rilevanza nazionale e internazionale. La popolarità del Carnevale di Viareggio è stata ulteriormente aumentata dalla trasmissione delle sfilate sulle reti RAI e, a partire dal 1958, in Eurovisione.

## Origini
A differenza di altre feste popolari, la tradizione del Carnevale di Viareggio non si innesta su significative tradizioni popolari preesistenti. Parte invece da un'iniziativa specifica: una sfilata di carrozze tenuta, nel martedì grasso del 1873, il 25 febbraio, in via Regia a Viareggio.
Prima di quella data, le feste del Carnevale non erano celebrate a Viareggio in modo particolare e consistevano in sostanza in "vegliette" popolari, basate sul modello delle feste campagnole, o in "veglioni" tenuti in case private dalle famiglie più ricche. In città esisteva peraltro già una "Società del Carnevale" che anche nel 1873 aveva organizzato feste da ballo nel Teatro Pacini. 
La sfilata del 25 febbraio 1873, con carrozze decorate con fiori e persone che si divertivano a lanciare confetti e caramelle, era nata dall'iniziativa improvvisata di un gruppo di giovani di buona famiglia che si riuniva abitualmente al Caffè del Regio Casinò, sempre in via Regia. La sfilata ebbe successo e fu riproposta negli anni successivi, evolvendosi in un evento più ampio.

## Sviluppi fino alla prima guerra mondiale
Nate come svago dei cittadini più ricchi di Viareggio, le sfilate del Carnevale si trasformarono gradualmente in una festa popolare; con un'espressione tipicamente versiliese, Lorenzo Viani definì quello di inizio Novecento un Carnevale "vagero" (cioè 'da giramondi' o 'uomini di mare').
Anche in rapporto alla maggiore popolarità, nel 1905 le sfilate del Carnevale di Viareggio furono trasferite dalla via Regia agli spazi più ampi della Passeggiata a mare di Viareggio, dove in seguito è sempre stato collocato.
Una componente presente fin dagli inizi fu la satira politica, destinata a diventare centrale nella seconda metà del Novecento. Già nella sfilata del 1874, un gruppo di giovani ideò una mascherata contro Adolfo Piatti, un agente delle imposte. Quest'ultimo, indispettito, si rivolse alla polizia per denunciare quello che definiva un insulto, ma la denuncia non ebbe conseguenze. Anche nel 1875, un gruppo di uomini mascherati ironizzò contro la giunta municipale. Il Carnevale di Viareggio da lì cominciò a percorrere due strade: pura evasione da una parte e divertimento e competizione rivoluzionaria dall'altra.
Anche i carri figurati, introdotti nel periodo, oltre a rappresentare temi comici e carnevaleschi denunciavano spesso la situazione politica e di costume. Nel 1908, una mascherata prese di mira il clero e i riti religiosi. A queste manifestazioni si oppose il Delegato di Polizia.
Il 1911 fu un anno di notevoli miglioramenti dal punto di vista organizzativo: furono organizzati otto veglioni e alla sfilata parteciparono, oltre ai carri, automobili e biciclette. Furono inoltre istituiti concorsi per il miglior balcone decorato e il miglior gettito di coriandoli. Nel 1915, però, la manifestazione fu interrotta in seguito allo scoppio della prima guerra mondiale, e riprese solo nel 1920.

### Introduzione dei carri figurati
Una svolta importante nelle sfilate fu costituita dall'introduzione dei carri figurati. Il primo di questi fu, nel 1883, la costruzione I quattro mori, una riproduzione del celebre monumento di Livorno. 
I carri figurati gradualmente sostituirono le carrozze; in questo periodo venivano realizzati nei cantieri navali viareggini ed erano opera di personale della cantieristica: calafati, carpentieri e maestri d'ascia. Questi primi carri non erano quindi realizzati, come avverrà in seguito, con la cartapesta, ma con gesso, legno, ferro e scagliola. Di conseguenza, nonostante la piccola dimensione erano molto pesanti e venivano trainati da cavalli oppure da buoi.

## Tra le due guerre
Dopo la prima guerra mondiale il Carnevale non riprese immediatamente. Nel 1919 non furono tenuti corsi mascherati. Nel 1920 sfilò solo una piccola costruzione, per simboleggiare l'importanza che la manifestazione aveva ormai assunto per la città. Tuttavia, nello stesso anno fu composta e pubblicata la celebre canzone Povereide scritta da Emanuele Tofanelli, con musica di Umberto Giannessi e la collaborazione di Lilio Maffei, scritta originariamente per dare un sostegno economico all'ospedale. La canzone, in poche strofe e con musica allegra e orecchiabile, raccontava la situazione di difficoltà vissuta dalla città e il Carnevale. 
L'edizione del 1921 fu ben pianificata dal punto di vista organizzativo e ottenne notevole successo. In quell'occasione venne pubblicato anche il primo numero della rivista "Viareggio in Maschera", ideata da Giuseppe Giannini e uscita poi in occasione di tutte le edizioni successive, con la fotocronaca dei corsi mascherati, il programma degli eventi e la presentazione dei carri partecipanti. Fu inoltre realizzata la prima canzone ufficiale del Carnevale, Il Carnevale di Viareggio, di Icilio Sadun, musicista indicato da Giacomo Puccini; in seguito la canzone divenne più nota con il titolo Su la coppa di champagne.
Nel maggio 1921 squadre fasciste distrussero l'associazione dei Maestri d'ascia e calafati di Viareggio; successivamente furono uccisi due giovani calafati per uno scontro nato dai risultati delle elezioni. La situazione di conflitto in città impedì l'organizzazione del Carnevale del 1922.
Il Carnevale riprese nel 1923, ottenendo rapidamente un notevole successo. Un elemento importante fu la trasformazione dei carri figurati, in cui i materiali originari furono sostituiti dalla più leggera cartapesta e, anche grazie alle conoscenze tecniche del personale dei cantieri cittadini, i mascheroni dei carri vennero animati con i cosiddetti "movimenti". Un primo esempio di questo fu appunto nel 1923 il carro Pierrot di Umberto Giampieri, che riuscì a rendere mobili gli occhi e la testa del mascherone. I nuovi carri, molto più spettacolari dei precedenti, contribuirono a rendere quello di Viareggio uno dei più importanti carnevali italiani.
In questo periodo il Carnevale si svolse sotto il controllo e l'incoraggiamento del regime fascista. Nel 1924 fu istituita una lotteria per riuscire a finanziare i corsi mascherati. Grazie al viareggino Guglielmo Lippi Francesconi, il Carnevale dell'anno 1925 fu pubblicizzato con un manifesto, il primo nella storia del Carnevale di Viareggio.

### Creazione di Burlamacco

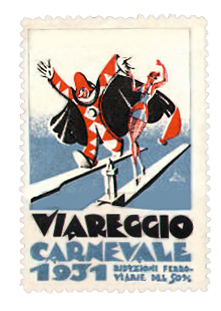
Manifesto pubblicitario del Carnevale di Viareggio dell'anno 1931.

All'interno del processo di strutturazione e modernizzazione delle manifestazioni, nel 1930 venne disegnata da Uberto Bonetti la maschera che divenne poi simbolo del Carnevale di Viareggio, Burlamacco. Quest'ultimo comparve nel manifesto del 1931 accompagnato per la prima volta da Ondina, che impersona la stagione balneare e la città in estate.

## Ripresa dopo la seconda guerra mondiale
Il corso mascherato del 1940 fu l'ultimo prima dell'interruzione dovuta alla seconda guerra mondiale. Nel corso del conflitto, Viareggio fu oggetto di bombardamenti aerei che provocarono un elevato numero di vittime e l'estesissima distruzione di case, quartieri, attrezzature portuali.
La città fu liberata nel 1944; con la ripresa fu deciso di far ripartire nuovamente il Carnevale che negli anni successivi iniziò a ottenere successo anche fuori dalla penisola italiana.
La prima edizione successiva alla guerra fu quella del 1946, organizzata con il contributo di Fernando Tofanelli.
I maestri della cartapesta cercarono di trovare degli spazi di lavoro tra le case abbattute dai bombardamenti, tra gli spazi rimasti del Politeama e sotto le logge del mercato. Questo consentì loro di ricominciare a lavorare. Tuttavia, le sistemazioni erano inadeguate e nel 1948 iniziò quindi l'edificazione di capannoni dedicati (hangar) in via Cairoli, nel centro della città, per la costruzione dei carri. Nel 1949 la rivista "Viareggio in maschera" pubblicò la foto dei nuovi hangar. In questo periodo, molti giovani si affiancarono ai costruttori già esperti per imparare la tecnica e l'arte della cartapesta. Iniziarono quindi l'attività diversi carristi diventati in seguito famosi, come Silvano Avanzini e Arnaldo Galli.

## Crescita del Carnevale e legame con la televisione

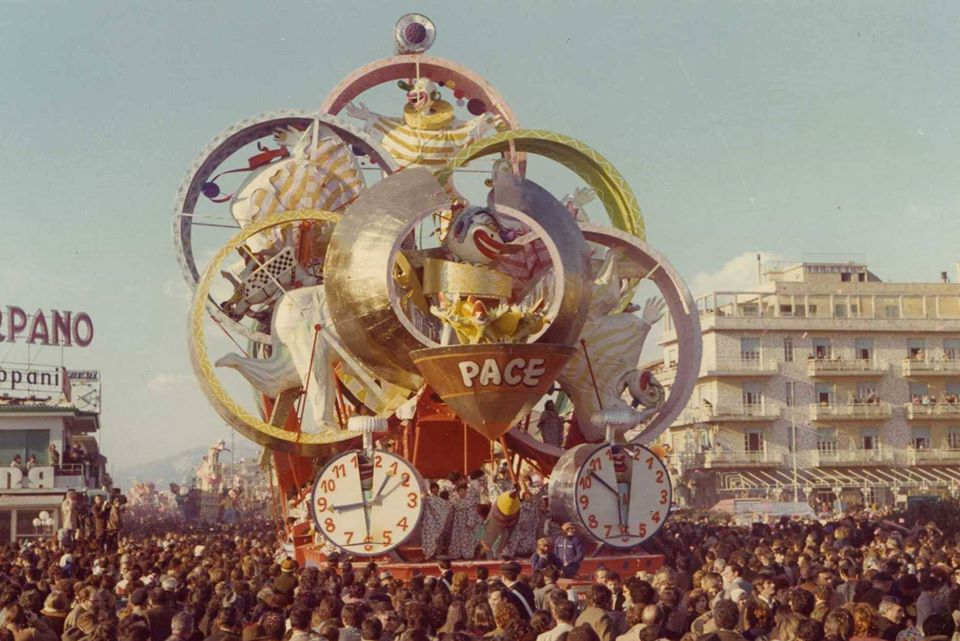
Carro "Guerra e pace" conosciuto come "La Bomba" del 1973 di Arnaldo Galli.

L'ENIT, nel 1950, riconobbe il Carnevale di Viareggio come una delle più grandi manifestazioni nazionali e il suo ruolo di spicco rispetto alle altre manifestazioni carnevalesche nella penisola italiana.
Nel 1954 il Carnevale fece la sua prima apparizione in televisione con la diretta televisiva della nuova RAI. Per la prima volta partecipò alla sfilata anche la banda musicale "la Libecciata", formata l'anno precedente e composta da centotrenta persone con costumi stravaganti. Grazie alle riprese del regista Giovanni Coccorese, nel 1958, il Carnevale fu trasmesso in Eurovisione e tutta l'Europa vide il così detto "Carnevale d'Italia".
Il 29 giugno del 1960 un incendio distrusse gli hangar di via Cairoli e tutte le attrezzature. L'evento non permise di completare le mascherate in tempo per il Carnevale dell'anno successivo, che fu festeggiato in ritardo come Carnevale di primavera. 

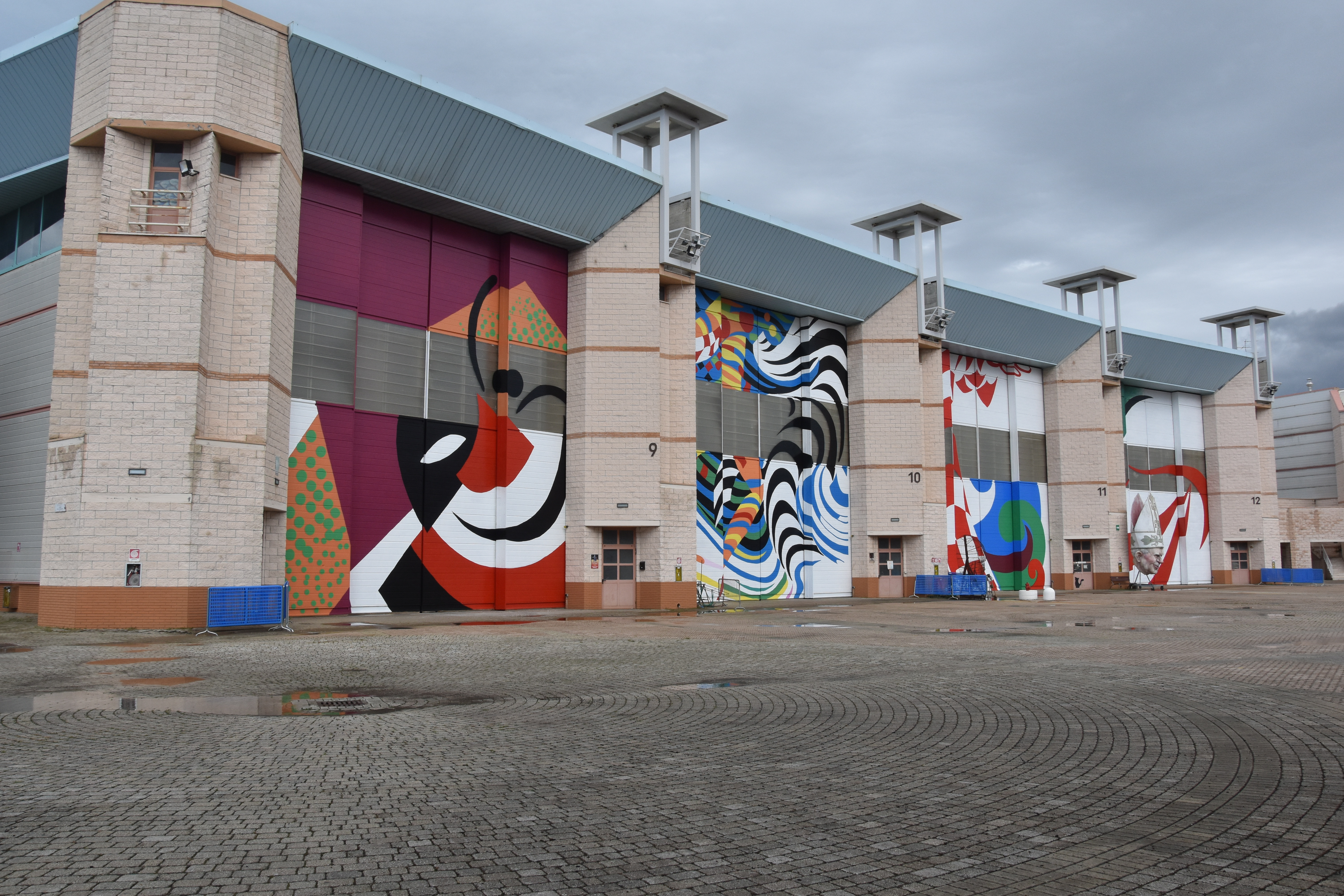
Cittadella di Viareggio per la costruzione dei carri dal 2001

Poco tempo dopo fu individuata una zona alternativa per costruire i nuovi capannoni per la lavorazione dei carri, alla fine della via Marco Polo nella periferia della città.
In questo periodo si sviluppò anche il carattere popolare della festa. In particolare, accanto ai corsi mascherati si svilupparono le manifestazioni organizzate dai rioni, che organizzano feste mascherate all'aperto con musica e cibo servendo piatti tipici viareggini. La festa rionale più conosciuta e popolare è il Carnevaldarsena, iniziato nel 1970.
Nel 1973 il Carnevale di Viareggio celebrò i cento anni di attività; per l'occasione fu organizzata un'edizione speciale in cui ottenne un particolare successo un grande carro fuori concorso di Arnaldo Galli, Guerra e Pace, generalmente noto come La Bomba.
Nel 1992 la manifestazione ebbe il riconoscimento ufficiale di "Carnevale d'Europa".

## La Cittadella e il museo
Il 26 settembre 2001, in sostituzione degli hangar di via Marco Polo, fu inaugurata la Cittadella del Carnevale, progettata dall'architetto Francesco Tomassi, in cui da allora sono stati costruiti e conservati i carri.
Nel 2017 all'interno della Cittadella del Carnevale venne aperto un museo che racconta la storia grafica e artistica del Carnevale di Viareggio.
Negli anni successivi, la satira si è estesa oltre la politica e tocca frequentemente temi generali: per esempio il ruolo delle reti sociali e i problemi dell'ambiente.

## Il periodo del Covid
L'edizione del 2020 si svolse immediatamente prima delle chiusure collegate all'epidemia di Covid-19 in Italia. In quell'occasione fu introdotto il per la prima volta corso serale del Giovedì grasso, spostato a causa del maltempo a giovedì 28 febbraio, come evento sostitutivo e "straordinario".
Nel 2021, a seguito delle chiusure di inizio anno, il Corso mascherato fu spostato ai giorni la fine dell'estate e l'inizio dell'autunno. Questo Carnevale fu chiamato "Carnevale Universale" dedicato alle storie e alle tradizioni del Carnevale a livello mondiale e anche per celebrare i vent'anni della Cittadella.
L'edizione del 2023 è stata dedicata alla celebrazione dei 150 anni del Carnevale di Viareggio. In quell'anno a vincere fra i carri è stato il maestro Jacopo Allegrucci con "Una storia fantastica", costruzione dedicata proprio ai 150 anni della manifestazione.